# Planalto

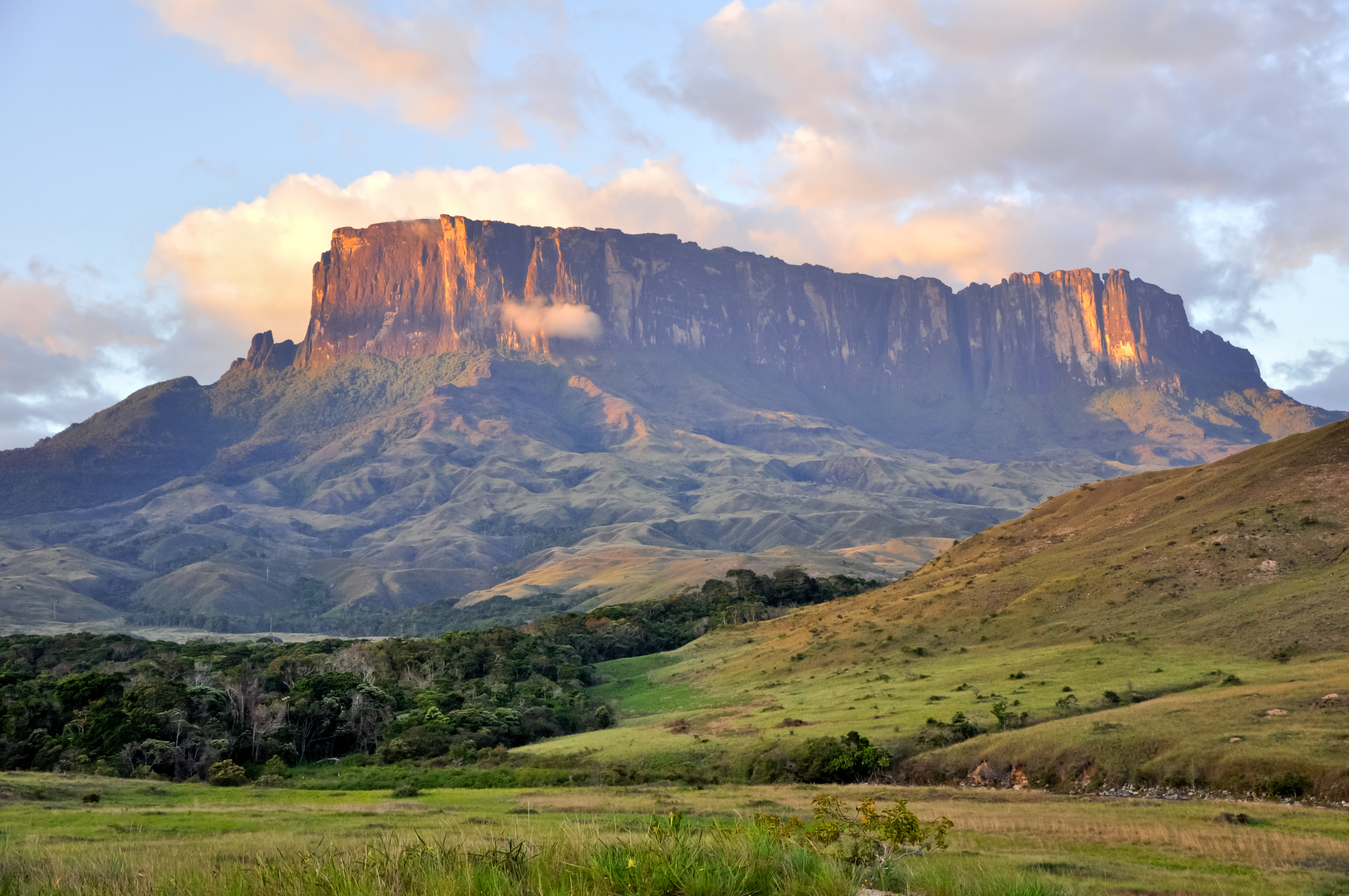
Monte Roraima, localizado na fronteira do Brasil com a Venezuela.

Planalto, também chamado altiplano ou platô, é a classificação dada a uma forma de relevo constituída por uma superfície elevada, com cume quase nivelado, geralmente devido à erosão eólica ou pelas águas. São como topos retos, superfícies topográficas, que podem ser regulares ou não.
É convencional designar planalto apenas as formações com altitudes maiores que 300 metros. Podemos considerar, por exemplo, o planalto do Tibete, o maciço central da França ou mesmo a Meseta Ibérica como superfícies planálticas importantes.
Planaltos podem ser formados por um grande número de processos, incluindo, emersão de magma, dispersão de magma, e erosão por água ou derretimento de geleiras. O magma emerge do manto causando a elevação do terreno, desta forma, largas rochas são elevadas. Planaltos podem ser construídos devido a processos erosivos de glaciações em áreas montanhosas, neste caso os planaltos encontram-se ao redor de montanhas. A água também pode erodir montanhas e outras formas de relevo em planaltos.

## Planaltos Brasileiros
Os planaltos brasileiros ocupam aproximadamente 5 milhões de quilômetros quadrados e distribuem-se basicamente em duas grandes áreas, separadas entre si por planícies e platôs: o Planalto das Guianas e o Planalto Brasileiro. Dentre os planaltos brasileiros, destacam-seː
- Chapada do Araripe, localizado na divisa dos estados do Ceará, Piauí e Pernambuco.
- Planalto das Guianas, um escudo cristalino do norte da América do Sul, ao norte da Planície Amazônica. O Planalto das Guianas prolonga-se do Brasil até a Venezuela e as Guianasː na área de fronteira entre esses países, existem regiões montanhosas, como o Monte Roraima.
- Planalto Brasileiro, que cobre a maior parte das porções leste, sul e central do Brasil, totalizando quase a metade da área territorial do país, com cerca de 4,5 milhões de quilômetros quadrados. A maioria da população brasileira vive na região limítrofe do planalto com a Planície Litorânea do Brasil.
- Planalto Centralː é a denominação habitual do grande platô brasileiro que se estende pelo Distrito Federal e pelos estados de Goiás e Minas Gerais, e parcialmente pelos estados de Tocantins, Mato Grosso e Mato Grosso do Sul. No Planalto Central, coexistem os biomas do Cerrado, da Mata Atlântica, além dos campos de altitude.
- Planalto Meridionalː cobre a maior parte da Região Sul do Brasil, alternando extensões de arenito com outras extensões de basalto. A elevação de maior destaque no Planalto Meridional é a Serra Geral, que no Paraná e em Santa Catarina situa-se próxima da Serra do Mar, mas no Rio Grande do Sul termina junto ao litoral, formando costas altas, como em Torres. Costuma ser dividido em duas partes: Planalto Arenito-basáltico e Depressão Periférica.
- Planalto da Borborema, também conhecido como Serra da Borborema ou Serra das Russas ou, antigamente, como Serra da Copaoba, é o principal planalto no interior do Nordeste, tendo aproximadamente 250 quilômetros de extensão (norte a sul), indo de Alagoas, passando por Pernambuco, Paraíba e chegando ao Rio Grande do Norte.
- Planalto Paulista, Planalto este onde está situada a cidade de São Paulo e sua Região Metropolitana.

## Planaltos portugueses
- Planalto das Cesaredas, na região Oeste, predominantemente no concelho da Lourinhã.
- Planalto do azeite da ESG, na região Norte, no concelho de Gondomar.

## Tipos de planalto
- planaltos de plataforma - quando estes se encontram rodeados de montanhas;
- planaltos de terra - encontram-se em um nível de transição entre uma montanha e uma planície;
- planaltos continentais - ascendem abruptamente de terrenos pouco elevados ou do próprio mar.